# ایران در جام جهانی فوتبال ۱۹۹۸
| عابدزاده محمدخانی پاشازاده خاکپور زرینچه مهدوی‌کیا میناوند استیلی باقری عزیزی دایی |
| ترکیب ایران در بازی با آمریکا در جام جهانی ۱۹۹۸                                   |

تیم ایران با صعودی بسیار دشوار موفق شد بعد از بیست سال غیبت به جام جهانی فوتبال بازگردد. ایران در راه صعود به این مسابقات پس از عدم موفقیت در گروه خود در حوزه آسیا با استرالیا، نماینده اقیانوسیه، روبرو شد و در بازی که توسط هواداران فوتبال در ایران از آن با عنوان حماسه ملبورن یاد می‌شود و استرالیایی‌ها آن را فاجعه ملبورن می‌نامند، در مجموع دو بازی رفت و برگشت به دلیل قانون گل زده در خانه حریف تیم برتر شناخته و موفق شد به عنوان سی و دومین و آخرین تیم انتخاب شده پای به جام جهانی ۱۹۹۸ بگذارد. در این بازی‌ها ایران به همراه آلمان، یوگسلاوی و آمریکا در یک گروه قرار گرفت.

## دیدار ایران - یوگسلاوی
ایران در بازی اول در مقابل یوگسلاوی با نتیجه ۰–۱ بازنده شد. تیم ملی در این بازی نمایش نسبتاً خوبی ارائه کرد و یوگسلاوی تنها از روی ضربه آزاد سینیشا میهایلوویچ که درون دروازه نیما نکیسا دروازه‌بان دوم ایران جای داد، توانست برتری را از آن خود کند.

## دیدار ایران - آمریکا
در روز ۳۱ خرداد ۱۳۷۷ و در ورزشگاه ژرلان شهر لیون تیم ملی توانست نخستین پیروزی خود در مسابقات جام جهانی را به دست آورد. ایران با نتیجه ۱–۲ تیم ملی آمریکا را مغلوب کرد. برای تیم ملی حمید استیلی (با پاس جواد زرینچه) و مهدی مهدوی‌کیا (با پاس علی دایی) گل زدند. استیلی بعد از به ثمر رساندن گلش از شدت خوشحالی گریه کرد و این گل بعدها گل قرن نامیده شد. این بازی به دلیل روابط ویژه ایران و آمریکا از نظر سیاسی بسیار حساس شد و حتی از سوی کنفدراسیون فوتبال آسیا سیاسی‌ترین بازی جام جهانی نام گرفت. این بازی با القاب دیگری همچون بازی قرن و مادر تمام بازی‌ها نیز معرفی شده. سازمان مجاهدین خلق تعداد زیادی از بلیت‌های این بازی را خرید و هوادارانش را با بنرها و عکس‌های سیاسی و غیر فوتبالی وارد ورزشگاه کرد که این امر هم بر حساسیت بیش از پیش این بازی افزود.

## دیدار ایران - آلمان
سومین و آخرین بازی ایران در برابر آلمان و در شهر مون‌پلیه برگزار شد و با نتیجه ۰–۲ به سود آلمان خاتمه یافت. گل‌های آلمان را الیور بیرهوف در دقیقه ۵۰ و یورگن کلینزمن در دقیقه ۵۸ به ثمر رساندند. بدین ترتیب ایران با دو گل زده و چهار گل خورده و یک برد و دو باخت به دومین حضورش در جام جهانی پایان داد.
| رتبه | تیم                 | بازی | برد | تساوی | باخت | تفاضل گل | امتیاز |
| ---- | ------------------- | ---- | --- | ----- | ---- | -------- | ------ |
| ۱    | آلمان               | ۳    | ۲   | ۱     | ۰    | ۴+       | ۷      |
| ۲    | یوگسلاوی            | ۳    | ۲   | ۱     | ۰    | ۲+       | ۷      |
| ۳    | ایران               | ۳    | ۱   | ۰     | ۲    | ۲-       | ۳      |
| ۴    | ایالات متحده آمریکا | ۳    | ۰   | ۰     | ۳    | ۴-       | ۰      |